# Harlech
Harlech – miasto w północno-zachodniej Walii, w hrabstwie Gwynedd, położone nad zatoką Tremadoc.
Najbardziej znanym obiektem w mieście jest średniowieczny zamek z XIII wieku, który w 1986 roku wraz z innymi zamkami wzniesionymi za panowania Edwarda I (Beaumaris, Caernarfon i Conwy) został wpisany na listę światowego dziedzictwa UNESCO.